# Гардинер, Джон Элиот
Сэр Джон Элиот Гардинер (англ. Sir John Eliot Gardiner, CBE, 20 апреля 1943, Фонтмелл Магна, Дорсет) — британский дирижёр, один из крупнейших интерпретаторов музыки барокко, исполняемой на инструментах этой эпохи (аутентизм).

## Биография

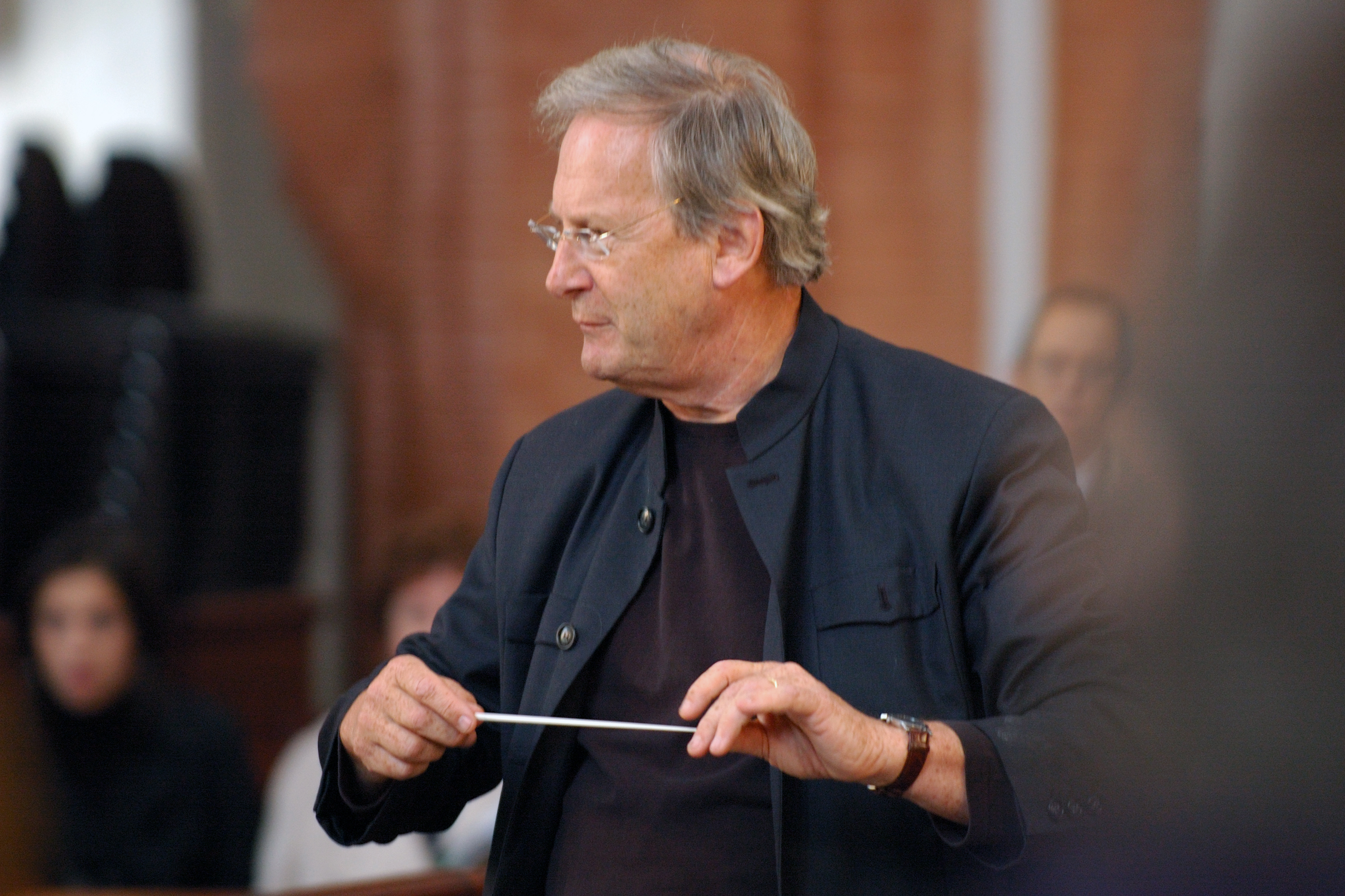
Сэр Гардинер в Вроцлаве, 2007 год

Закончил Кингз-колледж в Кембридже, изучал историю и арабский язык. По окончании учился музыке в Лондоне у Тёрстона Дарта и в Париже у Нади Буланже. Основал хор Монтеверди (1966), оркестр Монтеверди (1968), ансамбль Английские барочные солисты (1978), Революционно-романтический оркестр (1990).
Гардинер со своими музыкальными коллективами — постоянный участник крупнейших международных музыкальных фестивалей, в том числе Баховского в Лейпциге (последний раз в 2016), Зальцбургского (неоднократно с 1990), Би-Би-Си Промс (неоднократно с 1968). В 1981—1990 годах он был музыкальным руководителем Генделевского фестиваля в Гёттингене.

## Репертуар и партнеры
Его репертуар не ограничивается эпохой барокко, он включает и Монтеверди, и Бриттена. Он работал со многими крупными оркестрами — возглавлял Ванкуверский оркестр CBC (1980—1983), Лионскую оперу (1983—1988) и Симфонический оркестр Северогерманского радио (1991—1994), дирижировал оркестром Филармония, Бостонским симфоническим оркестром, Королевским оркестром Концертгебау, Венским филармоническим оркестром.
Среди осуществлённых записей — произведения Иоганна Себастьяна Баха (Рождественская оратория, кантаты, Страсти, Магнификат, Месса h-moll), Гектора Берлиоза (Торжественная месса, Фантастическая симфония), Людвига ван Бетховена (все симфонии, концерты, обе мессы), Иоганнеса Брамса (Немецкий реквием, все симфонии), Бенджамена Бриттена (Военный реквием), Дитриха Букстехуде (кантаты), Лили Буланже (вокально-симфонические сочинения), Йозефа Гайдна (оратории, мессы), Георга Фридриха Генделя (оратории, Concerti grossi), Кристофа Виллибальда Глюка (оперы, Дон Жуан), Феликса Мендельсона (симфонии), Клаудио Монтеверди (Орфей, Коронация Поппеи, Вечерня Девы Марии), Вольфганга Амадея Моцарта (оперы, симфонии, концерты, духовная музыка), Генри Пёрселла (оперы, торжественные произведения на случай), Джоаккино Россини (Граф Ори), Густава Холста (Планеты), Игоря Стравинского (Похождения повесы, Симфония псалмов), Габриэля Форе (Реквием), Роберта Шумана (все симфонии), Эдварда Элгара (в том числе Энигма).

## Признание и награды
Почётный доктор Лионского университета (1987), командор ордена искусств и литературы (1988), командор ордена Британской империи (1990). Премия фирмы Граммофон артисту года (1994), премия фирмы Эхо-классик дирижёру года (1995), премия Дитриха Букстехуде (1995), премия Грэмми (1994, 1999), премия Роберта Шумана (2001). Возведён в рыцарское звание (1998). Почётный доктор музыки Сент-Эндрюсского университета (2014).
По результатам опроса, проведённого в ноябре 2010 года британским журналом о классической музыке BBC Music Magazine среди ста дирижёров из разных стран, среди которых такие музыканты, как Колин Дэвис (Великобритания), Валерий Гергиев (Россия), Густаво Дудамель (Венесуэла), Марис Янсонс (Латвия), Гардинер занял одиннадцатое место в списке из двадцати наиболее выдающихся дирижёров всех времён. Введён в Зал славы журнала Gramophone.